# TSR Wzgórze Baworowo
TSR Wzgórze Baworowo – telewizyjna stacja retransmisyjna z wieżą o wysokości 30 m, zlokalizowana na wzgórzu Baworowo, koło Leśnej. Właścicielem obiektu jest Emitel sp. z o.o.
23 lipca 2013 została zakończona emisja programów telewizji analogowej. Tego samego dnia rozpoczęto nadawanie sygnału trzeciego multipleksu w ramach naziemnej telewizji cyfrowej.

## Parametry
- Wysokość posadowienia podpory anteny: 316 m n.p.m.[3]
- Wysokość zawieszenia systemów antenowych: TV: 32 m n.p.t.[3]

## Transmitowane programy

### Programy telewizyjne – cyfrowe
| Nazwa multipleksu | Częstotliwość | Kanał | Moc nadajnika | Polaryzacja | Kompresja  |
| ----------------- | ------------- | ----- | ------------- | ----------- | ---------- |
| MUX 3             | 498 MHz       | 24    | 0,016 kW      | pozioma     | MPEG-4 AVC |

## Nienadawane analogowe programy telewizyjne
| LP | Program | Właściciel            | Częstotliwość | Kanał | Moc nadajnika | Polaryzacja | Data wyłączenia nadajnika |
| -- | ------- | --------------------- | ------------- | ----- | ------------- | ----------- | ------------------------- |
| 1  | TVP2    | Telewizja Polska S.A. | 183,25 MHz    | 7     | 0,02 kW       | pozioma     | 23 lipca 2013             |
| 2  | TVP1    | Telewizja Polska S.A. | 527,25 MHz    | 28    | 0,07 kW       | pozioma     | 23 lipca 2013             |